# Ahmed Sariweh
Ahmed Nawaf Sariweh (Ammán, 1994. január 23. –) palesztin származású jordániai labdarúgó, az Al-Wahdat SC, az U23-as válogatott és a válogatott középpályása.  
Bátyja, Abdel-Aziz az Al-Jalil (Irbid), öccse, Osama, szintén az Al-Wahdat SC játékosa.

## Pályafutása

### A válogatottban
Első mérkőzését a jordániai felnőtt válogatottban 2013. október 9-én játszotta Kuvait ellen egy nemzetközi barátságos mérkőzésen. Részt vett a 2015-ös Ázsia-kupán.